# Деревенский пейзаж в утреннем свете
«Деревенский пейзаж в утреннем свете» (нем. Dorflandschaft bei Morgenbeleuchtung) — картина в стиле романтизма немецкого художника Каспара Давида Фридриха, написана в 1822 году и представляет собой живопись маслом на холсте размером 55×71 см. В настоящее время хранится в Старой национальной галерее в Берлине.

## Описание
На картине изображен деревенский равнинный пейзаж, простирающийся до горизонта. В центре большой дуб со в значительной степени мёртвой кроной. К стволу дуба прислонился пастух, опирающийся на свой посох. Его стадо пасется рядом на лугу. Равнину оживляют пруды с плавающими птицами, группами деревьев и кустарников и крышами домов, из дымоходов которых поднимаются дымовые шлейфы. В прудах отражается небо. В конце ярко освещенной равнины видны церковные башни и крыши городских домов, за которыми возвышаются тёмные горы невысокой горной цепи, чей туманный серый цвет гармонирует с серо-голубым небом.
В целом яркая и спокойная композиция разделена на три параллельные зоны, которые представлены разным освещением и цветом. Могучий дуб, стоящий на центральной оси, связывает линии горизонта, уходящие вдаль, и создает определенный пространственный континуум. Дерево перекрывает контур горы прямо в пространстве между двумя вершинами, где его крона начинает умирать. Заштрихованный передний план и передняя секция темных облаков образуют «окно» в освещенном расстоянии. Мотивное богатство ландшафта ведет взгляд наблюдателя, начиная от пастуха у ствола дуба, в глубину картины, в сельские жилища, в готический силуэт и на горные хребты. Пейзаж с таким большим количеством деталей нетипичен для живописи автора, что делает эту его работу уникальной.

## Интерпретация
Религиозная интерпретация, предложенная Гельмутом Бёрш-Зупаном видит в деревенском ландшафте изображение земной жизни со ссылками на трансцендентность. Связь со сверхъестественным осуществляется отражением неба в пруду или изображением вдалеке церковных крыш. Пень и руины замка являются символами скоротечности. Губертус Гасснер дает историческую интерпретацию. Не обрабатываемая болотистая местность воплощает в себе доисторическое время человечества, дуб является символом дохристианского язычества и германских доисторических времен.
Петер Меркер также придерживается исторической интерпретации, но связывает её с изначальным состоянием человечества, гармоничным социальным сосуществованием и мировоззрением христианского средневековья. Символы, такие как частично обесцвеченный дуб и руины, указывают на скоротечность эпохального периода. Виланд Шмид видит в полотне связь с политической реальностью, современной периоду его создания. Йенс Кристиан Йенсен даёт культурную интерпретацию, согласно которой пейзаж представляет собой плод влияния на природу со стороны человека на протяжении веков, а дуб у него — символ исторического, знак прошлого, проникающего в настоящее[страница не указана 1431 день]. Детлеф Штапф связывает пейзаж с ландшафтом близ усадьбы в Брезене.

## Провенанс и названия
Картина была написана в 1822 году как парная к полотну «Восход луны над морем» для банкира Иоахима Генриха Вильгельма Вагенера и хранилась в его коллекции. В 1861 году она была приобретена Берлинской национальной галереей. До 1973 года, согласно каталогу коллекции 1828 года, создание картины датировалось 1823 годом. Промежуточные версии, относившие её появление к 1810 или 1830 году не нашли подтверждения. В письме художника заказчику от 1 ноября 1822 года сообщается о доставке ему двух картин в один и тот же месяц. По неизвестным причинам художник выставил картины в апреле 1823 года ещё на специальной выставке, посвящённой визиту баварской королевской четы в Дрезден, прежде чем они были переданы заказчику.
Название «Деревенский пейзаж в утреннем свете» впервые появилось в каталоге 1856 года. Под этим названием оно также вошло в каталог, составленный Гельмутом Бёрш-Зупаном. На выставке 1823 года пейзаж демонстрировался под названием «Утро. Собрание». Название «Одинокое дерево» было дано полотну искусствоведом Людвигом Тормэленом. Иногда картину называют «Гарцский пейзаж», что основано на предположении о том, что горы на заднем плане это изображение Гарца. В каталоге собрания Вагенеров 1828 года полотно носило название «Зеленая равнина». В некоторых каталогах картина записана под названиями «Поздний вечерний свет в пасмурном небе» (каталог 1876 года) или «Пейзаж в затонувшем солнце» (каталог 1906 года).